# Euodia lunuankenda
Euodia lunuankenda là một loài thực vật thuộc họ Rutaceae. Đây là loài đặc hữu của Ấn Độ.

## Hình ảnh

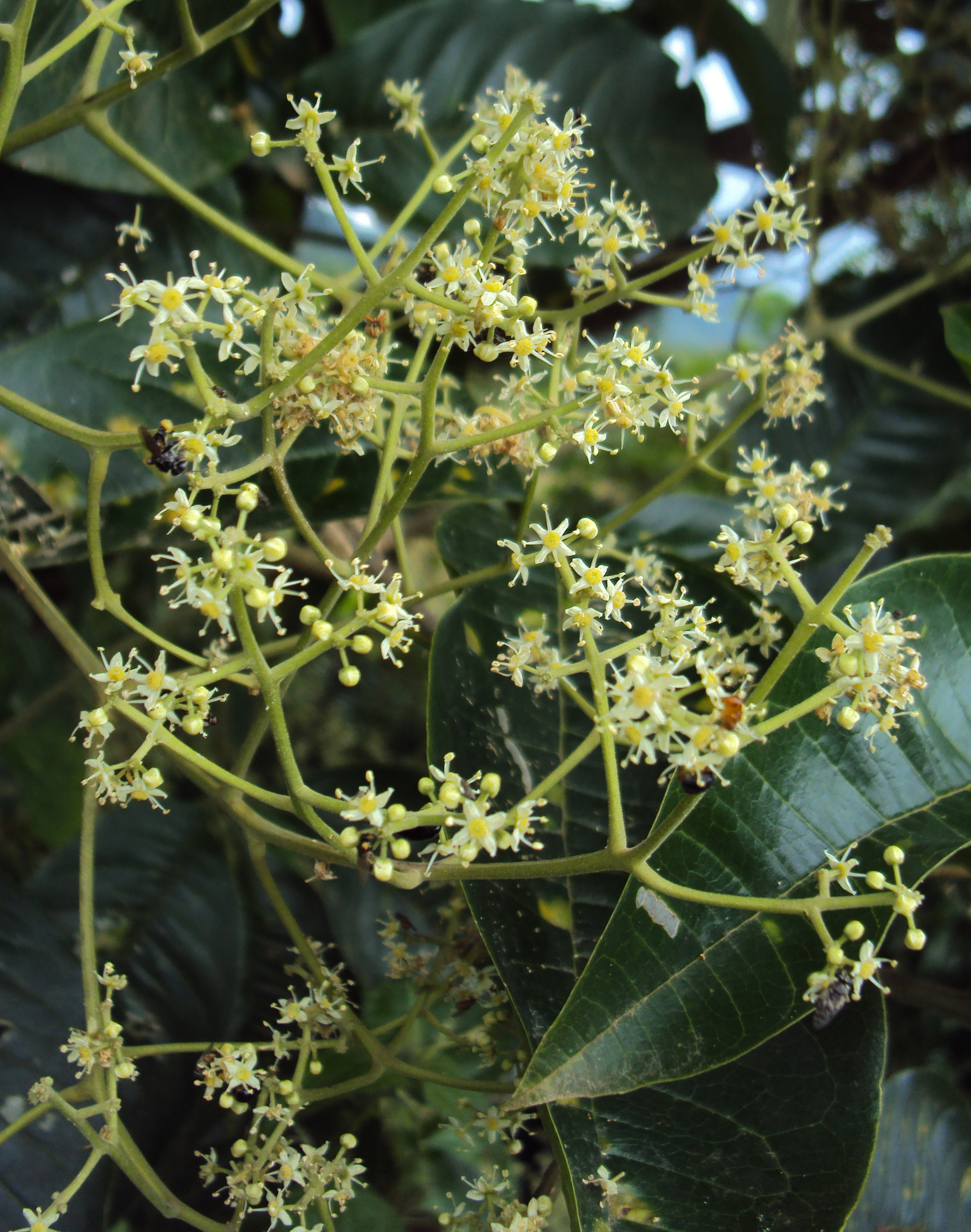
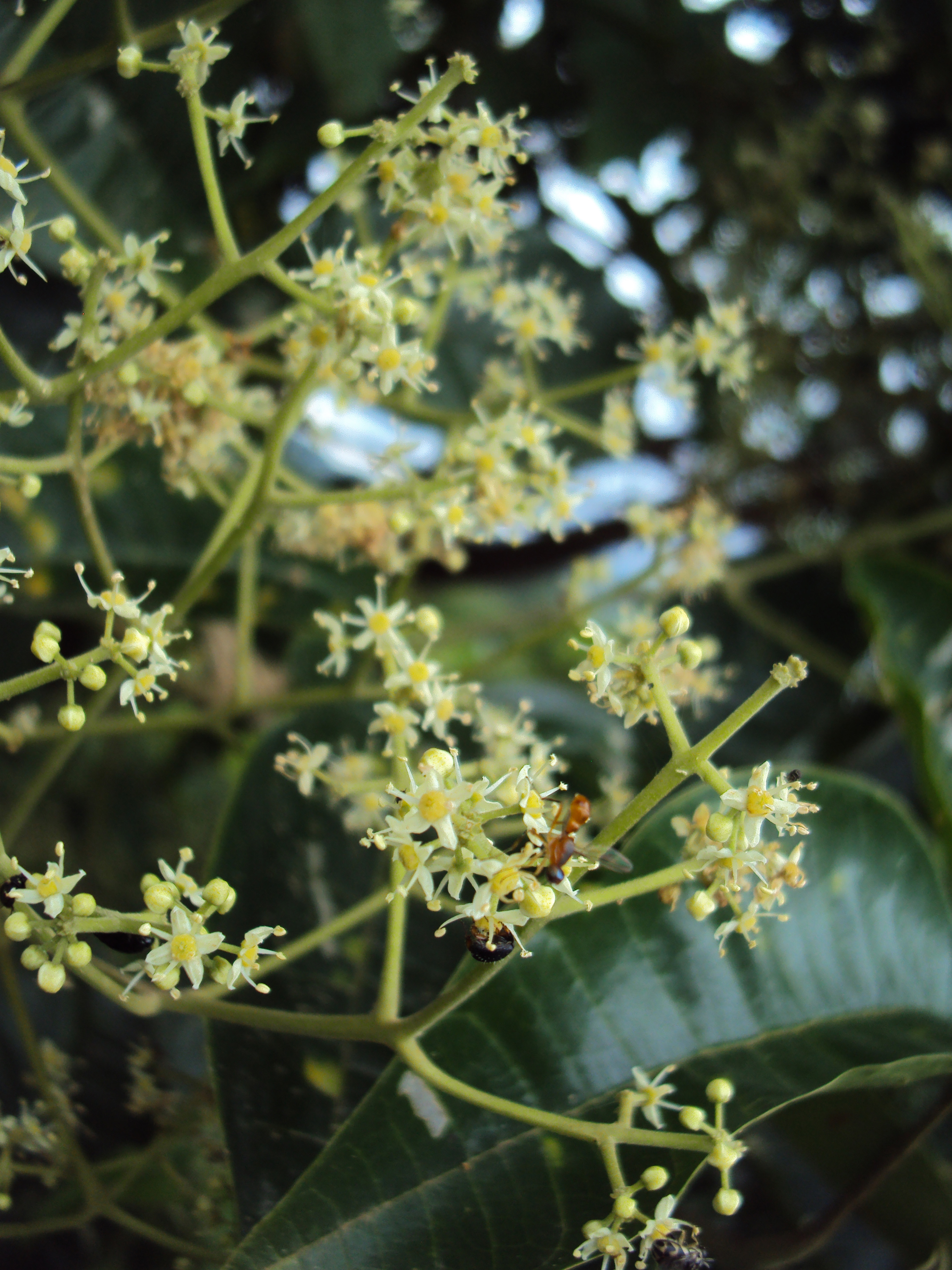